# Đan Hà Thiên Nhiên
Thiền sư Đan Hà Thiên Nhiên (zh.dānxiá tiānrán 丹霞天然, ja. tanka tennen), 739-824, là Thiền sư Trung Quốc, môn đệ của Thiền sư Thạch Đầu Hi Thiên và Mã Tổ Đạo Nhất , có đệ tử nối pháp là Thiền sư Thuý Vi Vô Học. Sư là nhân vật chính trong Công án 76 của tập Bích nham lục.

## Cơ duyên
Như Thiền sư Viên Ngộ Phật Quả thuật lại trong Bích nham lục, sư trước học Nho đi vào Trường An ứng thi làm quan. Lúc sư nghỉ tại một quán trọ nọ, nằm mộng thấy hào quang màu trắng khắp phòng. Người đoán mộng giải thích cho sư biết: ‘Đó là điềm lành ngộ giải lý không’ Trên đường đi sư gặp một thiền khách, ông ta hỏi:
Nhân giả đi đâu?"
Sư đáp: "Đi thi làm quan."
Ông khách lại nói: "Thi làm quan đâu có bằng thi làm Phật."
Sư hỏi: "Thi làm Phật phải đến chỗ nào?"
Ông khách đáp: "Hiện nay ở Giang Tây có Mã Đại sư ra đời, là trường thi làm Phật, nhân giả nên đến đó."
Thế là vị Nho sinh niên thiếu không đi Trường An ứng thí nữa mà lại đến Giang Tây tham Thiền.
Đến Giang Tây, vừa thấy Mã đại sư, sư liền lấy tay nhấc chiếc khăn đội đầu lên. Đạo Nhất nhìn kỹ sư hồi lâu nói: Thiền sư Thạch Đầu Hi Thiên là thầy của ông.
Sư tìm đến Nam Nhạc, nói rõ cùng Thiền sư Thạch Đầu Hi Thiên ý muốn của mình khi đến đây, Thạch Đầu nói: Cho vào trong chúng. Sư thi lễ cảm tạ, lui vào phòng các hành giả nghỉ ngơi. Từ đó theo đại chúng làm các công việc tạp được 3 năm.
Một hôm Thạch Đầu bảo chúng: "Ngày mai cắt cỏ ở dưới điện Phật." Sáng hôm sau, đại chúng mỗi người cầm liềm cầm cuốc đến trước chùa làm cỏ. Chỉ riêng sư lấy thau múc nước gội đầu, đến quỳ gối trước Hoà thượng. Thạch Đầu thấy thế cười liền cạo tóc cho Sư. Cạo xong Thạch Đầu lại vì sư nói Giới (sa. śīla), sư không nghe, bịt tai ra đi.
Trở lại Giang Tây yết kiến Mã Đại sư, chưa lễ ra mắt, sư đi thẳng vào tăng đường trèo lên cổ tượng Văn-thù-sư-lợi ngồi. Đại chúng kinh ngạc chạy báo cho Mã Tổ hay. Tổ đích thân vào tăng đường trông thấy bèn nói:
"Con ta, Thiên Nhiên!"
Sư bèn bước xuống lễ bái, thưa: "Cảm tạ thầy ban cho pháp hiệu."
Mã Tổ hỏi: "Từ đâu đến?"
Sư thưa: "Từ Thạch Đầu đến."
Tổ hỏi: "Đường Thạch Đầu trơn, ngươi có té chăng?"
Sư đáp: "Nếu có trượt té thì chẳng đến đây."

## Hoằng pháp
Sau đó, sư quảy Thiền trượng vân du bốn phương (để tham Thiền hỏi đạo, tìm thầy, kiếm bạn). Trước tiên, sư trụ tại đỉnh Hoa Đính núi Thiên Thai 3 năm, tiếp đó đến Dư Hàng(Hàng Châu) tham lễ Thiền sư Kính Sơn Quốc Nhất.
Trong khoảng niên hiệu Đường Nguyên Hòa (806 - 821), sư đến Hương Sơn Long Môn ở Lạc Dương, cùng Hòa thượng Phục Ngưu kết thành bạn không bao giờ nghịch ý.
Một hôm, sư đến chùa Huệ Lâm, gặp lúc trời lạnh, sư bèn lấy tượng Phật gỗ đốt để sưởi, viện chủ trông thấy quở:
"Sao đốt tượng Phật của tôi?"
Sư lấy gậy bới tro nói: "Tôi đốt tìm xá lợi."
Viên chủ bảo: "Phật gỗ làm gì có xá lợi?"
Sư nói: "Đã không có xá lợi thì thỉnh thêm hai vị nữa đốt."
Viện chủ nghe câu này tất cả kiến chấp đều tan vỡ.
Năm thứ ba đời Đương Nguyên Hòa (805), sư nằm ngang trên cầu Thiên Tân, chính gặp lúc quan Thái thú Trịnh công ra ngoài tuần tra. Lính lại mở đường la quát mà sư cũng không trỏ dậy, liền trách mắng: Sao lại ngăn cản đường của lưu thú? Sư chậm rãi đáp: Tăng vô sự đây. Trịnh công cảm thấy kỳ lạ, bèn sai thuộc hạ cho cúng dành cho sư một cuộn vải trắng, hai bộ y phục và gạo cùng mì.
Từ đó mà một dãy Lạc Dương đều qui kính nơi sư Mùa xuân năm thứ 15 niên hiệu Đường Nguyên Hòa (820), sư báo cùng môn nhân rằng: Ta muốn kiếm một nơi suối rừng để làm đạo tràng chung lão.
Lúc đó, môn nhân Lịnh Tề Tĩnh vừa mới chọn được núi Đan Hà ở Nam Dương (nay là Hà Nam) bèn cất am thỉnh sư đến ở. Trong 3 năm, số người đến dó tham Thiền có hơn ba trăm, từ ngôi am nhỏ đã biến thành đại Thiền uyển.
Ngày 23 tháng 6 năm Trường Khánh thứ tư, sư nói với môn nhân rằng: Chuẩn bị nước tắm, ta muốn đi ! Rồi đội nón ,cầm gậy, xỏ giày. Sư đeo giày một chân chưa chạm đất là viên tịch, thọ 86 tuổi. Môn nhân đẽo đá dựng tháp, vua sắc thụy là Trí Thông Thiền Sư, tháp hiệu Diệu Giác.